# Factor trefoil
El factor trefoil es una familia de péptidos solubles en agua (factores trefoil) que poseen una configuración con tres dominios en forma de lazada. Son sintetizados y secretados principalmente por células productoras de moco. El factor trefoil en mamíferos está compuesto por tres péptidos: el factor trefoil 1 (TFF1), el factor trefoil 2 (TFF2) y el factor trefoil 3 (TFF3). Es secretado principalmente en el estómago, el intestino delgado, el intestino grueso, la mucosa oral y las glándulas salivales.

## Historia
En 1989 Thim L. describió una nueva familia de péptidos parecidos a los factores de crecimiento a los cuales llamó «Trefoil». El primer factor trefoil identificado se denominó «Polipéptido Espasmolítico Pancreático» y corresponde al TFF2; fue aislado durante la purificación de insulina extraída de páncreas porcino.

## Estructura
Los TFF2 tienen básicamente dos dominios de tres lazadas unidos por una interfaz, mientras que el TFF1 y el TFF3 contienen un solo dominio de tres lazadas. El dominio de tres lazadas se caracteriza por una serie de residuos de aminoácidos en la cual seis cisteínas están enlazadas por tres enlaces disulfuro.